# Jakob Nüesch (Prähistoriker)

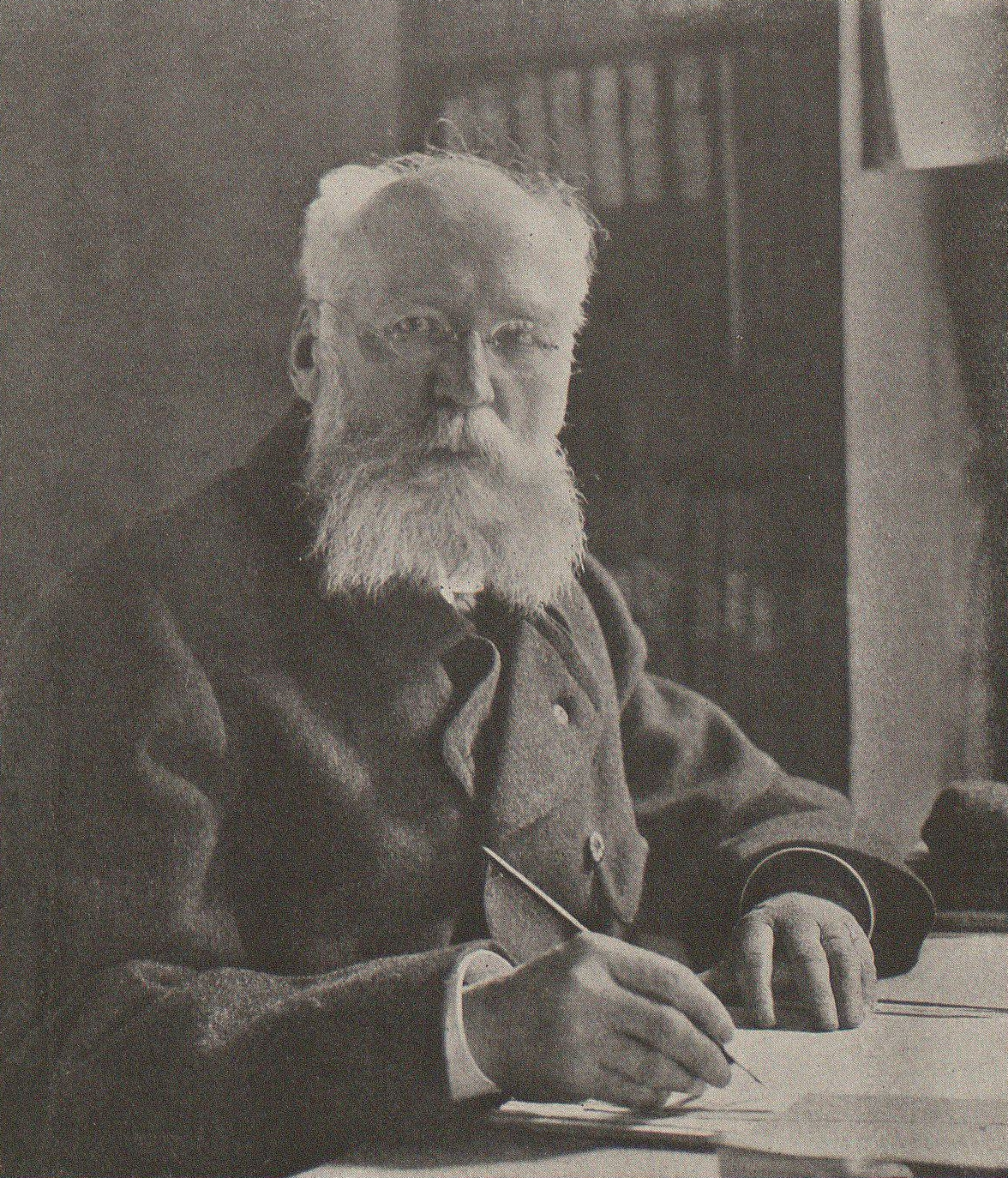
Jakob Nüesch

Jakob Nüesch (* 11. August 1845 in Hemmental; † 8. Oktober 1915 in Schaffhausen) war ein Schweizer Lehrer und Prähistoriker.

## Leben und Leistungen
Nach dem Besuch der Realschule und der Realabteilung am Gymnasium in Schaffhausen, bezog Jakob Nüesch 1864 das Polytechnikum in Stuttgart, an dem er zwei Semester Naturwissenschaft und Mathematik studierte. Im Anschluss verbrachte er ein Semester an der Universität Tübingen, wo ihn besonders die Vorlesungen Quenstedts faszinierten, und zwei Semester an der Akademie Lausanne. Nach Anstellungen als Hauslehrer und Lehrer für Deutsch und Mathematik in Lausanne wurde er im Frühjahr 1869 als Lehrer an die Knabenrealschule in Schaffhausen berufen, welche Stellung er bis zu seinem Tode innehatte. 1876 wurde er in den Großen Rat des Kantons Schaffhausen gewählt, 1877 bis 1884 war er Mitglied des Erziehungsrates des Kantons und von 1884 bis 1915 des Kirchenrates.
Seine ersten Arbeiten beschäftigten sich mit der Bakteriologie, die in seiner Dissertation über „Nekrobiose in morphologischer Beziehung“ (1875) an der Universität Zürich gipfelten. Weitere Arbeiten schrieb er über Landes- und Ortsgeschichte, zur Prähistorik kam er erst später als Laienforscher. Besonders durch seine Grabungen und daraus resultierenden Veröffentlichungen des von ihm 1891 entdeckten Schweizersbildes und des 1873 durch Konrad Merk entdeckten Kesslerloches machte er sich einen Namen. Am 31. Juli 1897 wurde er in die Deutsche Akademie der Naturforscher Leopoldina aufgenommen.

## Schriften (Auswahl)
- Das Schweizersbild, eine Niederlassung aus palaeolithischer und neolithischer Zeit. Mit Beiträgen von A. Bächtold, J. Früh, A. Gutzwiller, A. Hedinger, J. Kollmann, J. Meister, A. Nehring, A. Penck, O. Schötensack, Th. Studer. Mit 1 Karte, 25 Tafeln und 8 Figuren im Text (= Neue Denkschriften der allgemeinen schweizerischen Gesellschaft für die gesamten Naturwissenschaften. Band XXXV). Zürcher & Furrer, Zürich 1896.
- Der Dachsenbüel, eine Höhle aus früh-neolithischer Zeit, bei Herblingen, Kanton Schaffhausen. Mit 2 Tafeln und 3 Textfiguren (= Neue Denkschriften der allgemeinen schweizerischen Gesellschaft für die gesamten Naturwissenschaften. XXXIX, 1. Hälfte). Zürcher & Furrer, Zürich 1903.
- Neue Grabungen und Funde im Kesslerloch bei Thayngen, Kt. Schaffhausen. Mit 30 Tafeln und 5 Textabbildungen (= Neue Denkschriften der allgemeinen schweizerischen Gesellschaft für die gesamten Naturwissenschaften. XXXIX, 2. Hälfte). Zürcher & Furrer, Zürich 1904.